# NGC 3041
NGC 3041 هي مجرة حلزونية تقع في كوكبة الأسد. اكتشفه ويليام هيرشل في 23 مارس 1784. تبعد ما يقرب من 77 مليون سنة ضوئية عن الأرض.

## وصلات خارجية
- NGC 3041 على موقع ويكي سكاي: DSS2, SDSS, GALEX, IRAS, Hydrogen α, X-Ray, Astrophoto, Sky Map, Articles and images